# Gescheckter Nagekäfer
Der Gescheckte Nagekäfer oder Bunte Pochkäfer (Xestobium rufovillosum) gehört zur Familie der Nagekäfer (Ptinidae).
Er wird im Volksmund auch Totenuhr genannt, weil während der Paarungszeit das Männchen mit seinem Kopf auf das Holz schlägt, um Weibchen anzulocken. Nach altem Volksglauben verband man dieses Klopfen mit dem Sterben der Personen, die sich in einem Zimmer aufgehalten haben, die von diesen Käfern befallen waren. Man sprach daher von der Totenuhr.

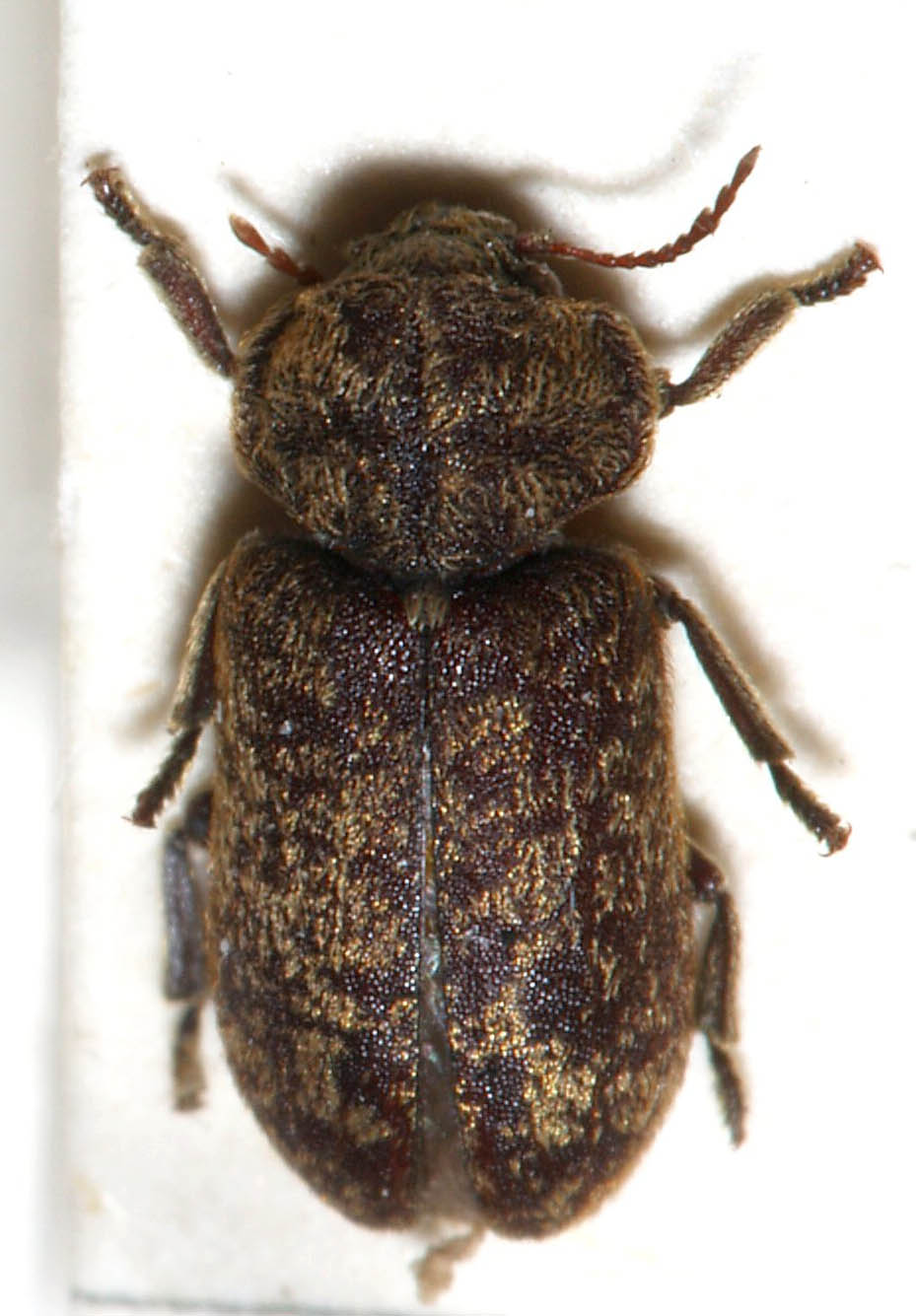
Gescheckter Nagekäfer von oben gesehen

Die Käfer werden 5 bis 7 Millimeter lang. Sie sind somit die größte in Mitteleuropa heimische Art der Nagekäfer (Ptidinidae, früher Anobiidae) und hier deren häufigste Vertreter. Ihr Körper ist dunkelbraun und hat gelbgraue Haarflecken am Körper verteilt. Diese haben ihm auch Namenszusätze wie „bunt“ oder „scheckig“ verliehen. Die Käfer sitzen gerne auf Blüten.

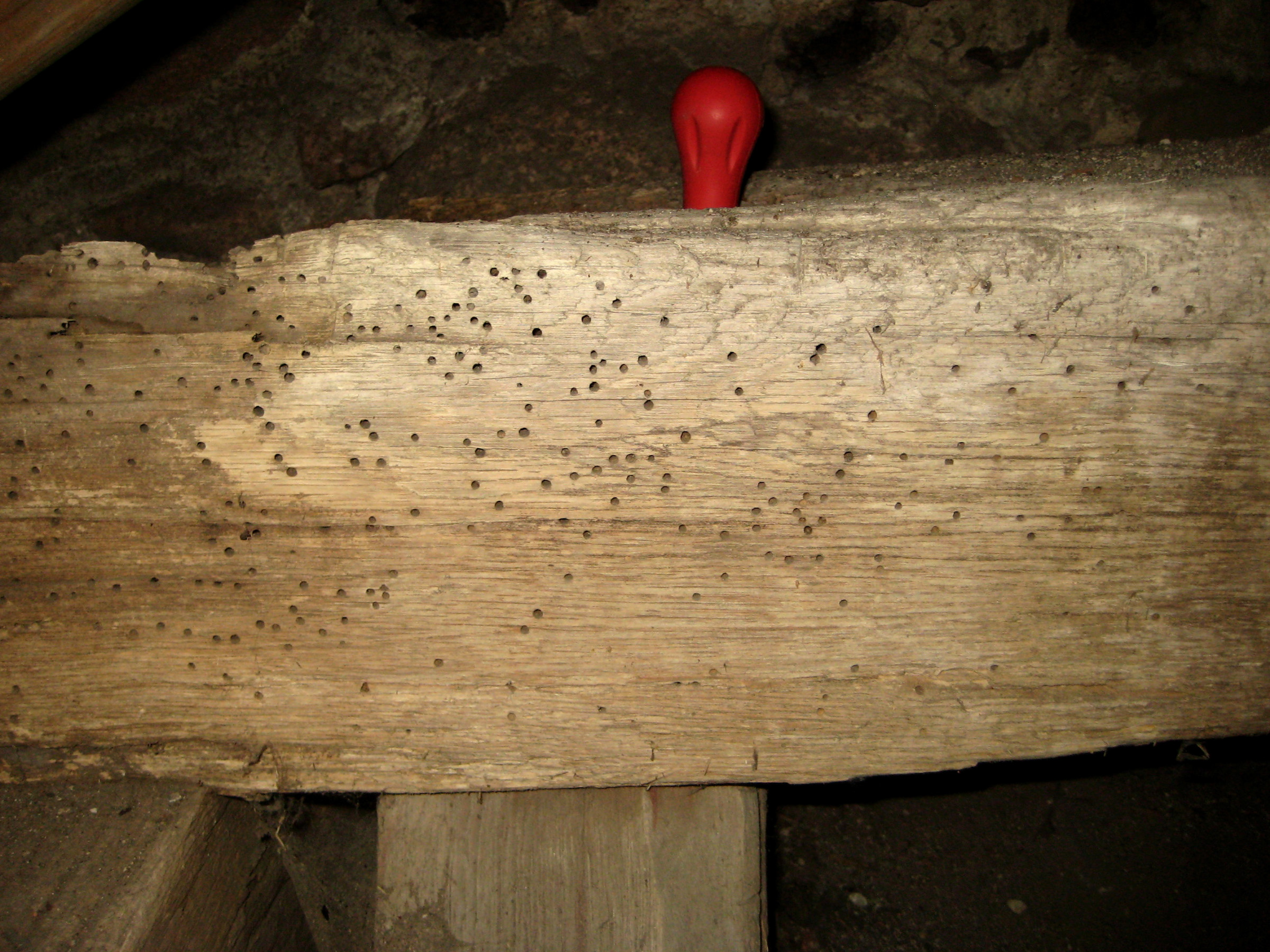
Schadbild des Gescheckten Nagekäfers an einem Eichenbalken

Die Larven leben in Eichen- und Weidenholz, auch in verbautem. Der Gescheckte Nagekäfer gilt als Sekundärschädling, da nur Holz befallen wird, das bereits durch holzzerstörende Pilze vorgeschädigt ist. Durch intensiven Fraß können die Käferlarven die Zerstörung des Holzes aber erheblich beschleunigen und verstärken. Bei einer Sanierung steht die Ursachenbeseitigung und Bekämpfung des Pilzbefalls im Vordergrund.

## Mythologie
Im Wohnbereich der Menschen wirkt sich seine zersetzende Tätigkeit nachteilig aus und ist öfters mit leisen, doch deutlich hörbaren Geräuschen verbunden. Der auch als Holzwurm bezeichnete Nagekäfer kann gelegentlich eigentümliche Klopfgeräusche erzeugen. Die Käfer tragen am Kopf einen harten Schild, mit dem sie dabei regelmäßig gegen das Holz schlagen.
Die menschlichen Hausbewohner deuteten dieses Klopfen meist als böses Omen. Insbesondere alte und kranke Menschen sollen manchmal in diesem Glauben dann so geängstigt worden sein, dass sie die Hoffnung auf Heilung aufgaben und wenig später starben. In Europa trägt der Käfer daher zumeist negativ besetzte Namen wie Totenkäfer, Klopfkäfer, Totenhammer, Dengelmamm oder Totenuhr, in Frankreich: Horloge de la Mort. Es gibt aber auch eher positive Deutungen, wie im Inntal. Dort meinte man, dass durch das Klopfen im Holz eine baldige Heirat angekündigt werde. In Mecklenburg verband man dieses Zeichen mit Hoffnung auf Regen.